# Ruth-Maria Thomas
Ruth-Maria Thomas (* 1993 in Cottbus) ist eine deutsche Schriftstellerin. 2022 war sie Finalistin des open mike. 2024 erschien im Rowohlt Verlag ihr Debütroman Die schönste Version.

## Leben
Ruth-Maria Thomas wuchs in Cottbus auf. Sie war als Sozialarbeiterin in der Jugendhilfe tätig. Sie absolvierte ein Studium am Deutschen Literaturinstitut Leipzig.
2022 war sie mit ihrer Performance warm/sauber/satt Finalistin des 30. open mike des Hauses für Poesie. 2023 erschien im SuKuLTuR Verlag ihr Band wie ich frau bin. Laut dem Tagesspiegel gelinge es der Autorin darin, „auf poetische Weise, den Schmerz und die Gewalt, die viel zu häufig Teil der weiblichen Sozialisation sind, in wenigen, oft unvollendeten Sätzen aufs Papier zu bringen“. Im gleichen Jahr erschien ihre Kurzgeschichte Glitzer bei DAS GRAMM, in der bereits Motive ihres später erschienenen Debütromans behandelt werden.
Im Juli 2024 erschien bei Rowohlt ihr Roman Die schönste Version. Die Frankfurter Allgemeine Zeitung sieht darin „ein berückend-bedrückendes Generationenporträt der Millennials“. Der Deutschlandfunk urteilt: „In dem Versuch, die gesellschaftlichen Bedingungen der Gewalt gegen Frauen literarisch zu erforschen, stellt sich Thomas in eine Tradition, die von Ingeborg Bachmann bis zu Lana Lux reicht.“ Der Rezensent von Deutschlandfunk Kultur vermerkt, dass es der Autorin gelinge, „anhand präziser Alltagsbeobachtungen und genau gewählter Mikrosituationen das Frausein und ‑werden zu beschreiben. [...] Ihre bildhaften Schilderungen gehen manchmal an die Grenze des Erträglichen.“ Laut dem Spiegel reflektiere die Sprache der Autorin „die Ambivalenzen ihrer jungen Heldin. Sie schreibt unverfroren, atemlos und gleichzeitig nachdenklich, melancholisch, zart.“ „Bei Ruth-Maria Thomas versteckt sich die Gewalt unter einer glitzernden Oberfläche, die nach und nach aufbricht“, resümiert der Tagesspiegel – der Roman zeige „nicht nur die schönen, sondern auch die schrecklichen Erfahrungen weiblicher Sozialisation“. Die Kritikerin der Zeit schreibt, das Buch sei „brutal anmutig“ und wechsele „mühelos die Erzählregister zwischen einer panisch atemlosen Sprache und einer ausgeruhten Sanftheit“.
Am 9. August 2024 stieg Die schönste Version auf Platz 16 in die Spiegel-Bestsellerliste ein (Kategorie „Belletristik Hardcover“).
Am 20. August 2024 wurde der Roman in die Longlist des Deutschen Buchpreises aufgenommen.

## Veröffentlichungen (Auswahl)
- warm/sauber/satt. In: 30. Open Mike. Wettbewerb für junge Literatur. Die 17 Finaltexte. München: Allitera Verlag 2022, S. 160–175.
- I learned to care a lot. In: Akzente Nr. 2/2023.
- wie ich frau bin. (Schöner Lesen Nr. 203.) Berlin: SuKuLTuR 2023.
- Glitzer. (Das Gramm Nr. 15.) 2023.
- Niemals nur für mich schreiben. In: Anna Humbert, Linda Vogt (Hg.): Unter Frauen. Geschichten vom Lesen und Verehren. Hamburg: Rowohlt Verlag 2024, S. 159–167.
- Die schönste Version. Roman. Hamburg: Rowohlt Verlag 2024.